# Lolá
Lolá es un corregimiento del distrito de Las Palmas en la provincia de Veraguas, República de Panamá. La localidad tiene 946 habitantes (2010).